# Кракс великий
Кракс великий (Crax rubra) — вид куроподібних птахів родини краксових (Cracidae).

## Поширення
Вид має широкий, але тепер сильно фрагментований ареал. Поширений в Мексиці, Центральній Америці, на заході Колумбії та Еквадору. Населяє вологі первинні ліси з вічнозеленими деревами. Він також трапляється в мангрових утвореннях, а також в окремі сезони в посушливих лісистих районах.

## Підвиди
- C. r. rubra Linnaeus;
- C. r. griscomi Nelson — ендемік острова Косумель.